# Bandera de Rocafort de Queralt
La bandera oficial de Rocafort de Queralt.(Conca de Barberà) té la següent descripció:
Bandera apaïsada, de proporcions dos d'alt per tres de llarg, blau fosc en els segon i tercer terços verticals, amb el castell obert groc de l'escut, d'altura 1/3 de la del drap i amplada 2/5 de la llargària del mateix drap, al centre, i amb el primer terç vertical vermell amb dues faixes blanques a la meitat superior i nou escacs grocs i negres a la inferior.

## Història
El 14 de març de 2002 el Ple de l'Ajuntament va adoptar l'acord d'aprovar la bandera municipal, prèviament la Secció Històrico-arqueològica de l'Institut d'Estudis Catalans havia emès el dictamen favorable el 24 d'octubre del 2001, i el 29 d'octubre del 2002 es publicà al DOGC amb el número 3645.